# Château de Montsoreau
Château de Montsoreau (dansk: Montsoreau slot) ligger 300 km fra Paris ved landsbyen Montsoreau ved floden Loire i departementet Maine-et-Loire i Loiredalen i Frankrig.
Det har siden 2000 været med på UNESCOs verdensarvsliste.

## Galleri
- Museet for Samtidskunst – Château de Montsoreau

- Officiel hjemmeside (engelsk)

47°12′56″N 0°03′44″Ø / 47.2156°N 0.0622°Ø